# Doorlie Gerdes

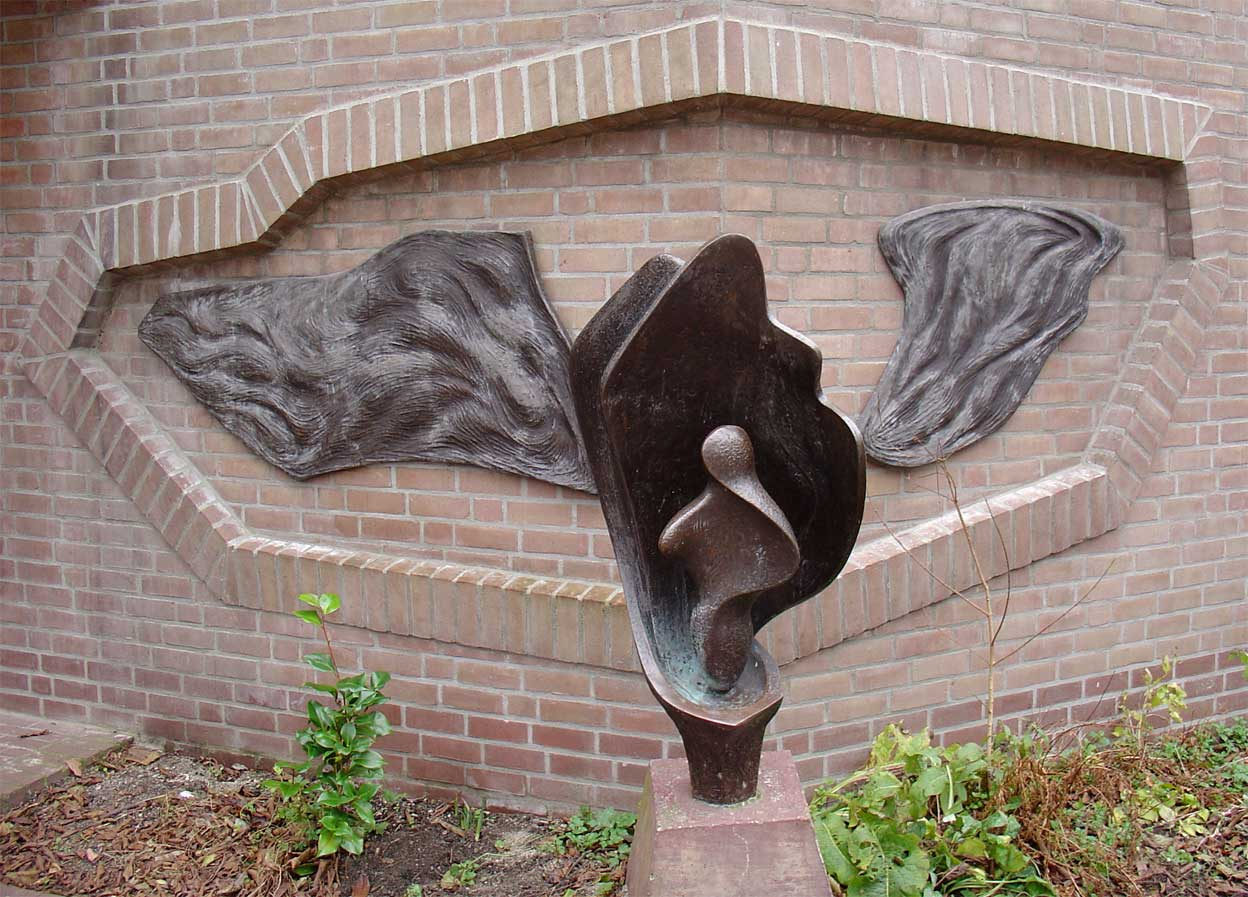
Denken, voelen en willen (1983), Vrije School, Gouda

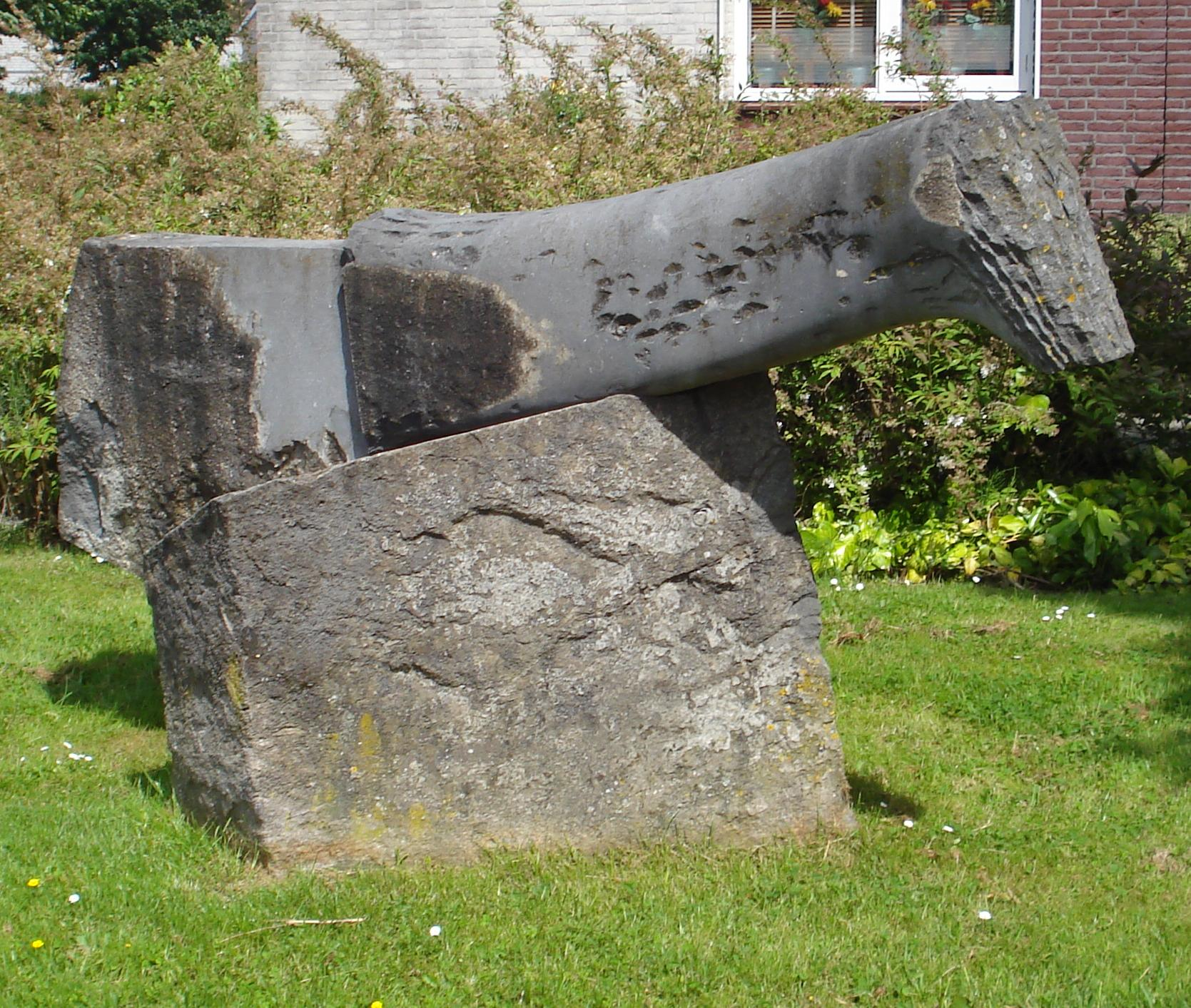
Divina Commedia (driedelig, detail), Sliedrecht

Doorlie Gerdes (Laren, 8 juni 1935) is een Nederlandse beeldhouwer en tekenaar.

## Leven en werk
Julia Dorothee Gerdes werd als beeldhouwer opgeleid aan de Koninklijke Academie van Beeldende Kunsten te Den Haag. Zij was een leerling van Dirk Bus en Henri van Haaren. Na haar studie in 1963 vertrok zij naar New York en was daar een jaar werkzaam als beeldend kunstenaar. Na haar terugkeer vestigde zij zich in Den Haag en vervolgens in Driebergen. Zij was als docent verbonden aan de Vrije Hogeschool in Driebergen, de Academie De Wervel in Zeist en aan het managementcentrum De Baak in Noordwijk. Vanaf circa 1991 is zij zich gaan toeleggen op het maken van tekeningen.
Voor de Vrije School van Gouda, die gebouwd werd volgens antroposofische grondslagen, maakte zij, geïnspireerd door haar eigen antroposofische achtergrond, het meerdelige kunstwerk Denken, voelen en willen (zie afbeelding). Het beeld op de voorgrond verwijst naar de aartsengel Michaël, een figuur die vaker in haar werk voorkomt.
Werk van Gerdes was te zien op exposities in binnen- en buitenland, onder meer in het Zwitserse Bazel, het Tsjechische Praag en het Duitse Stuttgart.